# Вораталь
Вораталь (нім. Wohratal) — громада в Німеччині, знаходиться в землі Гессен. Підпорядковується адміністративному округу Гіссен. Входить до складу району Марбург-Біденкопф.
Площа — 30,66 км2. Населення становить 2127 ос. (станом на 31 грудня 2020).